# Inés de Zúñiga y Velasco

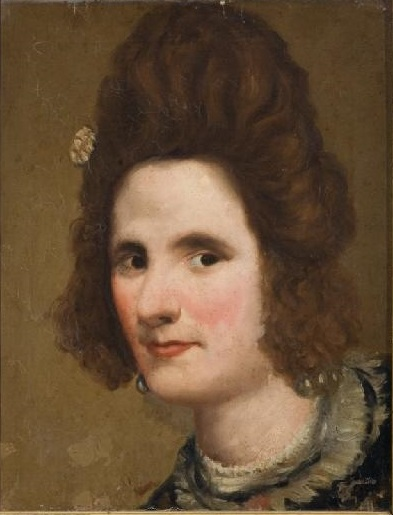
Supuesto retrato de Inés de Zúñiga y Velasco, esposa del conde-duque de Olivares (Museo de Huesca). Copia anónima y reducida al busto del retrato de una dama atribuido a Diego Velázquez que se conserva en la Gemäldegalerie de Berlín.

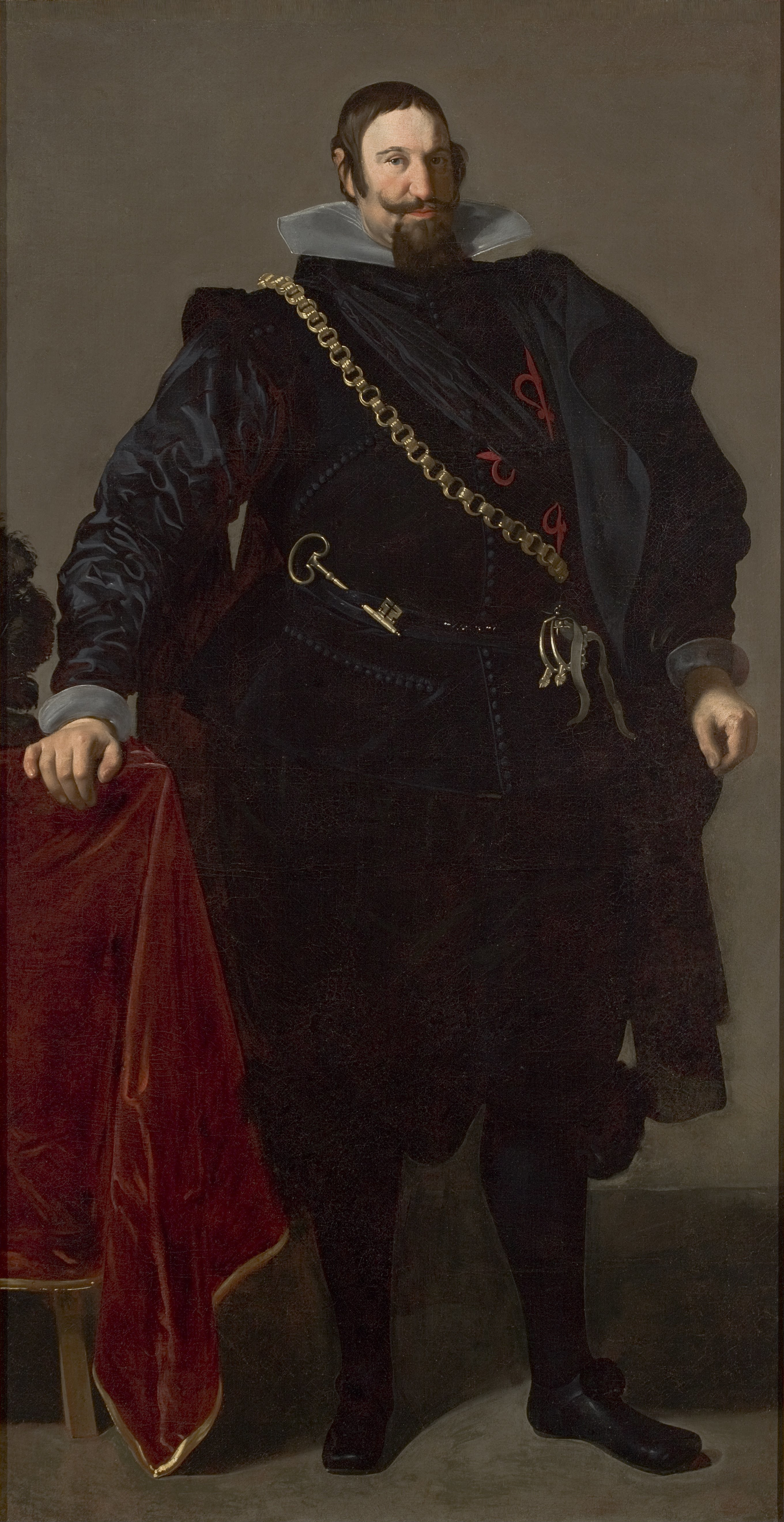
Retrato de Gaspar de Guzmán y Pimentel, conde-duque de Olivares, atribuido a Velázquez, 1624. Museo de Arte de São Paulo.

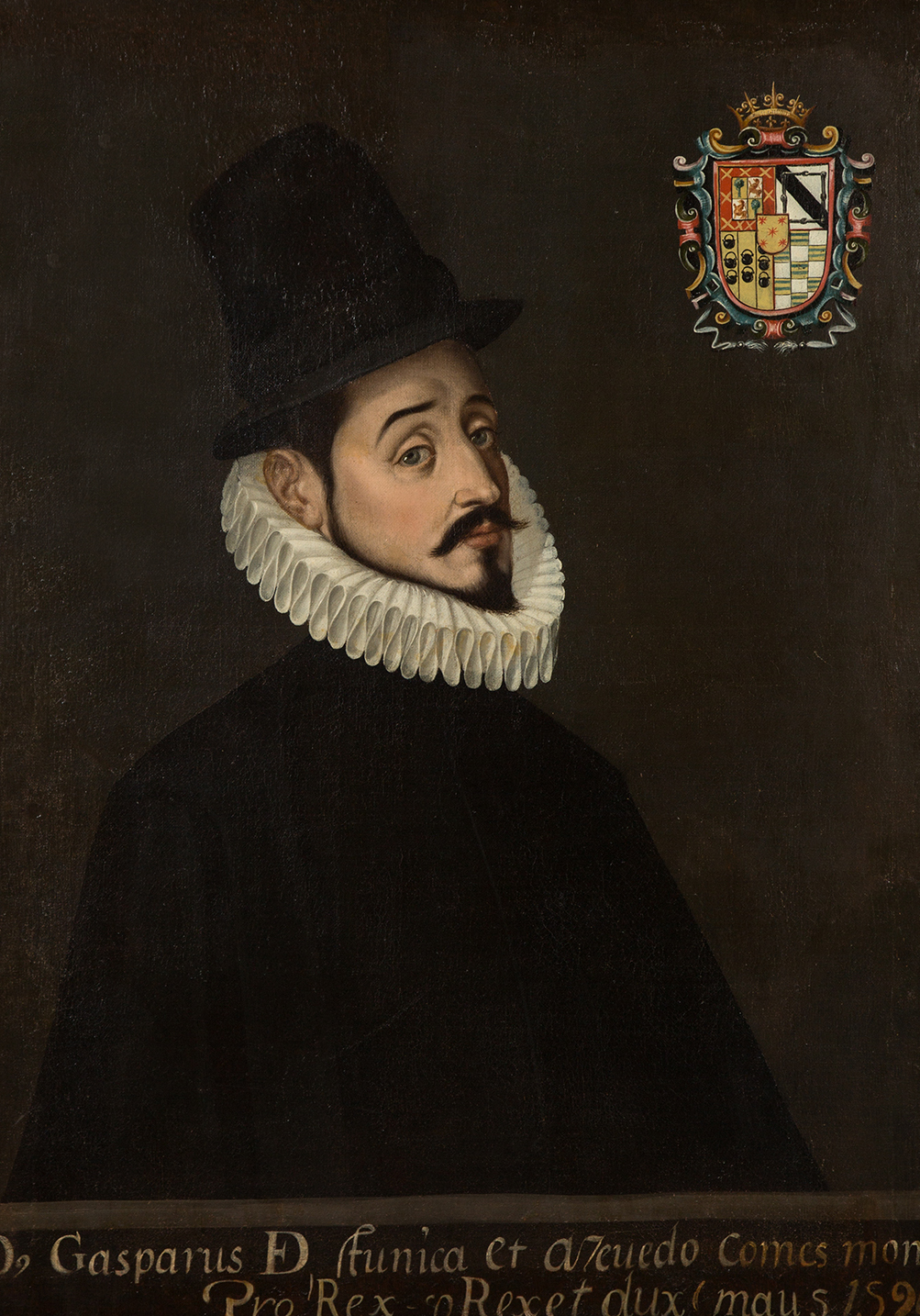
Gaspar de Zúñiga y Acevedo, V Conde de Monterrey.

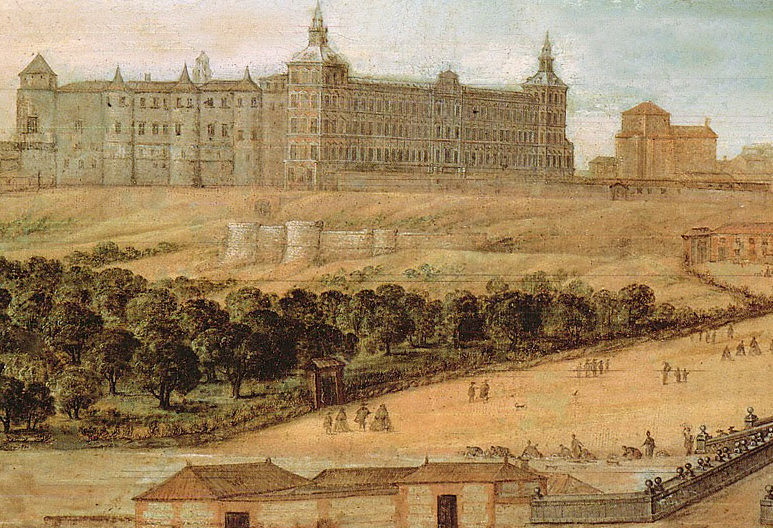
Real Alcázar de Madrid, mediados del. Obra de Félix Castelo, Museo de Historia de Madrid.

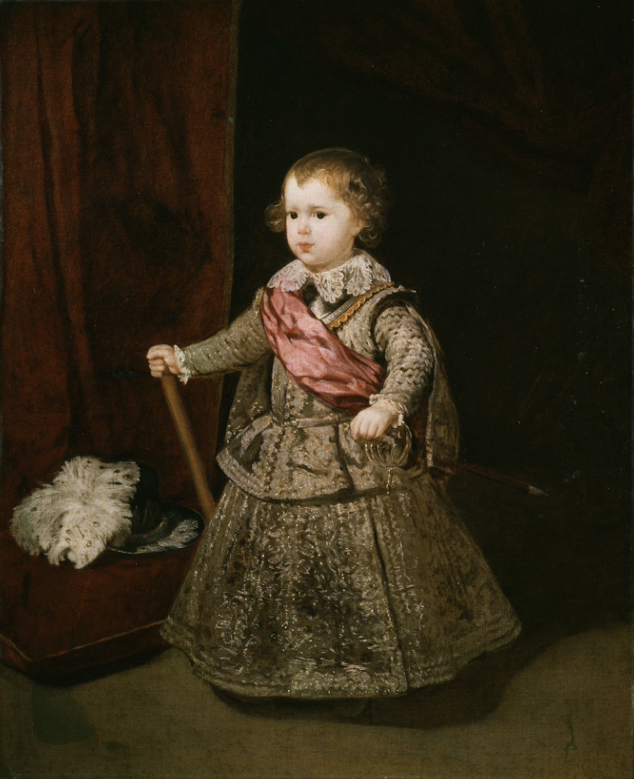
Infante Baltasar Carlos, por Velázquez, 1633. Colección Wallace, Londres.

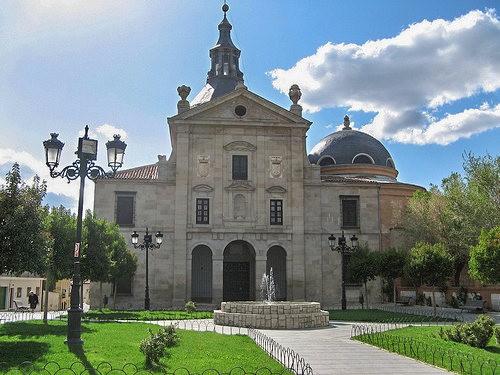
Monasterio de la Inmaculada Concepción en Loeches.

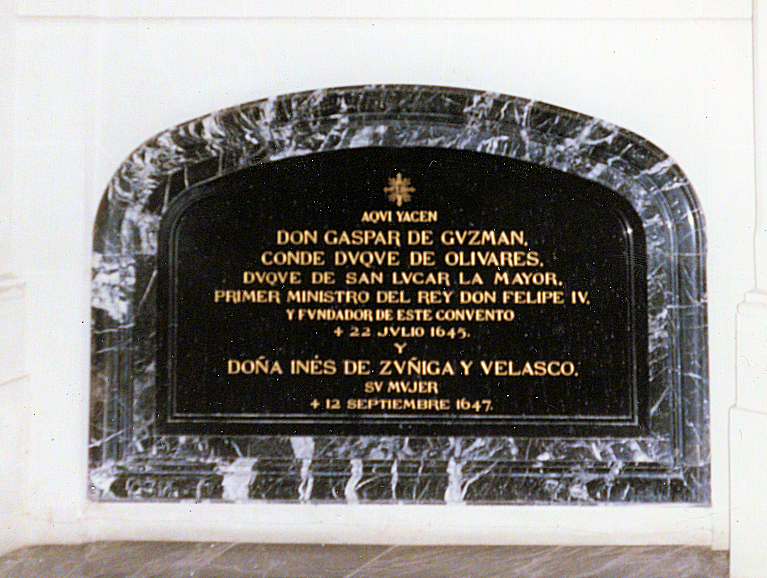
Lápida en las tumbas de los conde-duques en el Monasterio de la Inmaculada Concepción de Loeches.

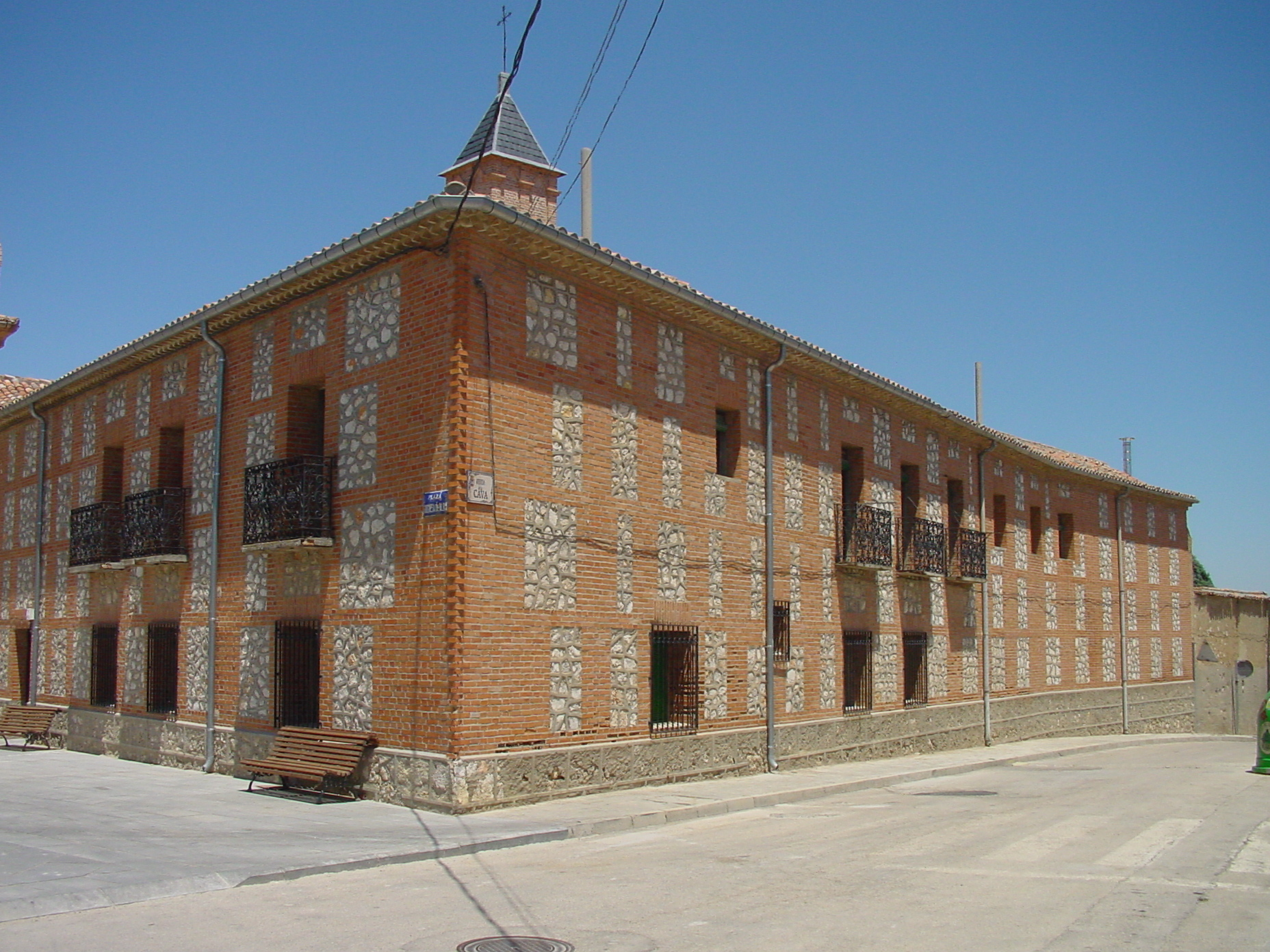
Convento de las Carmelitas Descalzas (San Ignacio Mártir), en Loeches.

Inés de Zúñiga y Velasco (Villalpando, 1584-Loeches, 10 de septiembre de 1647) fue una noble española de la Casa de Zúñiga, esposa de Gaspar de Guzmán y Pimentel, conde-duque de Olivares —valido del rey Felipe IV—, dama de la corte de la reina Margarita de Austria, esposa del rey Felipe III y dama principal en la corte de la reina Isabel de Borbón, esposa del rey Felipe IV, aya y tutora del príncipe Baltasar Carlos, inmortalizada por el escritor Benito Pérez Galdós en su obra Doña Perfecta. Camarera mayor de palacio 1627-1643.

## Filiación
Hija de Gaspar de Zúñiga y Acevedo, V conde de Monterrey, señor de Biedma y de Ulloa, Virrey de México y del Perú, y de su esposa Inés de Velasco y Aragón, hija de Íñigo Fernández de Velasco y Tovar, VI conde de Haro, IV duque de Frías, Condestable de Castilla, y de su esposa Ana Ángela de Aragón y Guzmán.
Inés fue dama de la reina Margarita de Austria, esposa del rey Felipe III, quién la quería mucho por su probidad y rectitud. Era una dama muy bella y fue cortejada por el príncipe, el futuro rey Felipe IV. Inés se casó en Madrid en septiembre de 1607 con su primo hermano Gaspar de Guzmán y Pimentel, III conde de Olivares, hijo de Enrique de Guzmán, II conde de Olivares, embajador en Roma, y de su esposa María Pimentel de Fonseca y Zúñiga. Gaspar era tres años menor de edad que Inés y su madre María Pimentel de Fonseca y Zúñiga era tía de Inés, hermana de su padre, el conde de Monterrey. Fue padrino de las bodas su tío Baltasar de Zúñiga y Velasco, hermano de su padre y primer ministro del rey Felipe IV, quien estrechó los lazos de unión de las familias Zúñiga y Guzmán con el doble matrimonio de su sobrino Manuel de Acevedo y Zúñiga hermano de Inés con Leonor hermana de Gaspar. Inés y Gaspar tuvieron en su matrimonio tres hijos, Alonso, María e Inés. Dos de ellos murieron poco después de su nacimiento, sólo María fue su única hija sobreviviente. El matrimonio con Inés fue para el conde de Olivares la oportunidad de alcanzar la Grandeza de España, costumbre de los reyes de elevar a las damas de su corte a su matrimonio y además teniendo presente que ella era hija del virrey de México y del Perú, bien considerado por sus méritos en la corte y por el rey.

## Primeros años en Olivares
El joven matrimonio vivió sus primeros años en el palacio de los condes de Olivares en Olivares (Sevilla). En 1609 nació su hija María. El conde Gaspar a recomendación de su tío Baltasar de Zúñiga y Velasco, ministro del rey Felipe III, fue nombrado en 1615 gentilhombre de cámara del príncipe Felipe IV, por lo que la familia se trasladó a Madrid.

## Primera dama de la reina Isabel de Borbón
El rey Felipe IV concedió al III conde de Olivares, Gaspar de Guzmán y Pimentel, la Grandeza de España el 10 de abril de 1621 y el 12 de abril el título de duque de Olivares. Lo nombró presidente del consejo de Estado, a la muerte de Baltasar de Zúñiga y Velasco, que fue presidente del Consejo de Estado, primer ministro y su válido, ocurrida el 7 de octubre de 1622, tío y mentor de Gaspar. El conde-duque de Olivares, ya válido del rey, tiene que mudarse con su familia al Real Alcázar de Madrid, para estar cerca del rey. Su esposa Inés fue nombrada primera dama de la corte de la reina Isabel de Borbón, esposa del rey Felipe IV. Los conde-duques de Olivares se trasladan al ala interior del primer piso con vista al hermoso patio del Real Alcázar de Madrid. Cuando se terminaron las obras del Palacio del Buen Retiro, también se reservó una sección del palacio para ellos.
Por ese tiempo surgió una disputa entre la duquesa Inés y su cuñada la condesa Leonor, que las apartó y duró todas sus vidas.
Su hija María de Guzmán y Zúñiga recibió en 1624 el título de marquesa de Eliche, concedido a su padre por el rey Felipe IV. María se casó a los 17 años el 9 de enero de 1625 en la capilla del Real Alcázar de Madrid con Ramiro Núñez de Guzmán, hijo de Gabriel Núñez de Guzmán, I marqués de Toral, y de su esposa Francisca de Guzmán, prima del conde-duque de Olivares. El rey Felipe IV concedió a María a principios de 1626 el título de duquesa de Medina de las Torres. En julio de 1626 nació una niña, quien murió poco después. La joven madre después de haberse recuperado un poco, tuvo una recaída que le costó la vida y falleció ese mismo año. Su pérdida ocasionó a sus padres un dolor inmenso, que los hizo ser más íntimos, sinceros y de Gaspar un fiel marido.
La duquesa Inés creó un ambiente feliz en su hogar, gracias a su inteligente juicio y cordura. Fue una fiel, sacrificada y silenciosa ayuda de su esposo. Mujer austera y piadosa, que se impuso en su matrimonio y fue apoyo y consuelo de su marido, quien sufría de ataques y profundas depresiones mentales.
Decían de ella que era una mujer varonil por su fuerte carácter y su bien organizado gobierno de su casa. Fue muy bondadosa y tenía una particular sazón en hacer regalos.
El matrimonio de los duques de Olivares servía de ejemplo y freno a la sociedad madrileña de mediados del siglo XVII, conocida por su libertinaje.
La duquesa Inés hizo construir en el parque del Buen Retiro un pabellón para mantener aves del país y del extranjero, que se convirtió en una zona de paseo y recreo bien frecuentada, atrayendo a los reyes y dando origen así a la construcción del palacio del Buen Retiro.

## Aya y tutora del infante Baltasar Carlos, patronazgos
La duquesa Inés fue nombrada al nacimiento del infante Baltasar Carlos aya, tutora y responsable de la educación del infante. Estos cargos los ejercitó con delicadeza y celo. El conde duque de Olivares y su esposa compraron en 1633 la villa de Loeches, situada a una distancia de 35 km de Madrid, para su recreo y descanso. Reconstruyeron el convento de las Carmelitas Descalzas y en una de las alas del convento construyeron su palacio. El edificio se terminó de construir en 1640. Fundó con su esposo el monasterio de la Inmaculada Concepción en Loeches (Madrid), siendo ellos los primeros patrones del monasterio. La duquesa Inés pasó bastante tiempo de su vida en el convento de Loeches en compañía de las monjas.
A la revelación de su esposo en septiembre de 1641 de tener un hijo bastardo de 27 años, nacido en abril de 1613 en Madrid en una dama de la corte de la reina, se dedicó con el mismo cariño por Julián de Guzmán, el hijo adulterino del conde-duque. El bastardo fue legitimado en 1642 por el conde-duque y recibió el nombre de Enrique Felipéz de Guzmán. Fue casado con Juana de Velasco, hija de Bernardino Fernández de Velasco, condestable de Castilla, IX conde de Haro, VI duque de Frías. El rey Felipe IV le concedió a Enrique el 10 de octubre de 1642 el título de marqués de Mairena, que disfrutó sólo cuatro años, falleciendo el 13 de junio de 1646. No tuvo sucesión.
El conde-duque de Olivares en su testamento otorgado en 1642 le pide a su esposa Inés encarecidamente perdón por los sinfín disgustos y penas, que en su vida entera le causó, que ella por su conmovedora lealtad y complacencia no lo merecía.

## Destierro del conde-duque de Olivares, últimos años
El conde-duque de Olivares recibió un mensaje del rey Felipe IV el 17 de enero de 1643, informándolo, que su solicitud de renuncia había sido aceptada. El conde-duque escribe a su esposa Inés, que estaba en Loeches, pidiéndole regresar inmediatamente a Madrid. El conde-duque presidió por última vez el Consejo de Estado el 23 de enero de 1643 y tuvo que abandonar el palacio real en silla, porque las piernas le temblaban y abandonó el palacio en su coche en dirección a su palacio de Loeches. Inés ayudó a su esposo a tratar de sobrepasar la crisis que lo agotaba. Inés continuó en ese tiempo de tutora y aya de los infantes. El 24 de mayo de 1643 Luis Méndez de Haro y Guzmán, VI marqués del Carpio, ministro del rey Felipe IV, y sobrino del conde-duque, trajo el mensaje del rey para el conde-duque, de abandonar Loeches y retirarse a sus dominios sevillanos o donde el deseara pero lejos de Madrid. El conde-duque salió de Loeches el 12 de junio de 1643 a su destierro en Toro, donde llegó el 19 de junio y tomó residencia en el palacio de su hermana Inés, viuda de Álvaro Antonio Enríquez de Almansa, VI marqués de Alcañices.
La duquesa de Olivares ejerció el cargo de tutora del infante Baltasar Carlos hasta noviembre de 1643, cuando recibió la licencia del rey para retirarse de su servicio. La duquesa Inés viajó luego a Toro a reunirse con su esposo. La reina Isabel hasta en los días de destierro demostró su atención y muestras de afecto a los duques de Olivares. El infante Baltasar Carlos en su carta al conde-duque le escribe: a vuestra esposa no es necesario recomendarla, yo le debo mucho y no dejaré mi vida entera en cualquier situación de alabarla. Su esposo el conde-duque de Olivares falleció en Toro el 22 de julio de 1645. Los restos mortales del conde-duque y los de su hija María fueron enterrados el 10 de agosto en Loeches. La duquesa Inés se retiró a su monasterio de Loeches, donde 2 años más tarde el 10 de septiembre de 1647 falleció. Sus restos mortales fueron enterrados al lado de los de su esposo en la iglesia del monasterio de Loeches. El escritor Benito Pérez Galdós inmortalizó a la duquesa de Olivares en su obra Doña Perfecta, como la mujer admirable típica española de ser una exquisita rosa con espinas.